# Українське шкільництво в діаспорі
Украї́нське шкільни́цтво в діа́спорі — україномовне шкільництво, зазвичай зорганізоване духовенством та інтелігенцією для дітей емігрантів та біженців, які опинялися з різних причин поза історичною батьківщиною.

## Історія
Першими поселеннями поза українськими землями були Банко (середина 18 ст.) і Срем (19 в.) на території нинішньої Юґославії. Тут при греко-католицьких парафіях поставали початкові школи (найстарші з них у с. Руський Керестур і Коцура та в м. Новий Сад). Учителі здебільшого приїжджали з Закарпаття, звідки також одержувано до 1919 року підручники. Деякі початкові школи зберегли навчання місцевою бачвансько-руською говіркою під час королівського уряду Юґославії та за угорської окупації за другої світової війни. Після 1945 уряд соціалістичної Юґославії відкрив для української меншості в Бачці початкові школи (тепер їх 6) та 1 гімназію (Руський Керестур) бачванськоруською мовою, для яких держава видає підручники. У Боснії, де живе значно менше українців, у 1960-х роках уведено для українських дітей в сербо-хорватських школах навчання української мови як предмету. Для цих шкіл останнім часом видають підручники.

## США
За океаном українські емігранти почали закладати власне шкільництво, коли постали перші релігійно-громадські осередки на нових місцях поселення. У США перша українська доповнююча школа постала при греко-католицькій церкві в Шамокіні (Пенсільванія) у 1893, а згодом виникли й інші: у 1894 було 6 таких шкіл. Ці школи були призначені для навчання української грамоти; вчителями були дяки-вчителі, іноді й священики. Навчання відбувалося поза нормальними годинами в американських публічних школах, а приміщення й підручники були незадовільні. Більшу увагу звернув на українське шкільництво після 1907 єпископ С. Ортинський, який заснував у Філядельфії школу-інтернат та почав видавати підручники для мережі церковних доповнюючих шкіл.
З 1920-х років за єпископа К. Богачевського Українська Католицька Церква почала закладати при більших парафіях цілоденні приватні школи: в 1940 їх було 12 у Філядельфійському екзархаті; в 1965 у 3 українських католицьких єпархіях було 33 початкові і 5 середніх шкіл, у яких вчилося разом 9 тисяч учнів. У 1965 у 2 закарпатських греко-католицьких єпархіях було 33 початкові і 3 середні школи з 7,5 тисяч учнів. У 1970-х pp. І. приватних (кат.) шкіл в США значно зменшилося, зокрема при українських парафіях; у Філядельфійській митрополії 1985 було 28 початкових і 5 середніх шкіл з 4 370 учнями, а в Пітсбурзькій (закарпатській) — 18 шкіл і 2 650 учнів. У цих школах навчання відбувається англійською мовою, а українська мова і культура, іноді релігія — українською мовою (у закарпатських школах лишилося тільки навчання східного обряду).
Українознавча освіта краще поставлена в суботніх школах українознавства, що їх ведуть «Рідні Школи», об'єднані в централі опікунів шкіл українознавства, або товариства молоді під наглядом Шкільної Ради при Українському Конгресовому Комітеті Америки (УККА) (заснована 1953). Усіх цих шкіл у 1960-х роках було понад 50 (більшість мала лише нижчі класи, а деякі — 11 клас, цебто давали середню українознавчу освіту з матурою). 1985 шкіл було 30 (з них 19 повних з матуральними класами), у яких навчалося 2100 учнів. Навчання відбувається українською мовою (є і двомовні) по 5—6 годин тижнево. Шкільна Рада видає власні підручники або користується виданими в інших країнах (Канада, Австралія). Українська Православна Церква має власну мережу недільних шкіл релігії та українознавчих шкіл (1986—87 всіх шкіл 34, деякі дуже малі). При консисторії Української Православної Церкви в США діє також Шкільна Рада. Якщо 1965 приблизно 18 тисяч дітей було охоплено якоюсь формою українознавчого навчання (у тому числі й релігії), то 1985 це число впало до 8 тисяч.
Для вишколу вчителів Шкільна Рада при УККА влаштовує щорічно краєві, регіональні учительські конференції, семінари, двотижневі учительські курси тощо. У 1960-х pp. Шкільна Рада при УККА спільно з АНТШ вела Педагогічні курси, що згодом співпрацювали з Українським Вільним Університетом (УВУ) у Мюнхені. УВУ провадить вишкіл учителів українознавства на щорічних літніх курсах.
Учителі були організовані в учительських громадах.
Про дошкілля — див. Дошкільне виховання.
При СКВУ діє Світова Координаційна Виховно-Освітня Рада (СКВОР), яка координує виховно-освітні справи всієї діяспори в західному світі.

## Канада
Українські школи почали закладати в Канаді з кінцем 19 століття: місцеве законодавство в західних степових провінціях сприяло двомовним школам — і їх масово відкривали в фермерських районах на початковому (1- або 2-класному) рівні. Звичайно ці школи були однокімнатними та за числом учнів малочисельні; разом їх було приблизно 250 у трьох степових провінціях (Манітоба, Саскачеван, Альберта) Канади. Згодом, зі зміною в політиці уряду по лінії канадизації емігрантів за Першої світової війни, двомовні англо-українські школи було закрито.
Незважаючи на їх тимчасовість, уряд Манітоби відкрив у 1905 Українсько-руську учительську семінарію (англ. Ruthenian Training School) для підготовки вчителів для двомовних шкіл у Вінніпезі (згодом її перенесено до Брендону), яка свого часу випустила таких учителів із 120. Двомовних учителів готували також тимчасово засновані педшколи Альберти й Саскачевану.
Після Першої світової війни української мови і українознавства можна було навчати лише у приватних школах: деякі з них діяли при українських католицьких парафіях як цілоденні школи, інші діяли як доповнюючі — у вільні від навчання дні. Останні організувалися при церквах або культурних і громадських організаціях під традиційною фірмою центральних освітніх установ «Рідна школа» або новітньою — «Українська школа».
Із цих Українська Православна Церква Канади утримувала переважно т. зв. недільні школи: у системі цих шкіл навчалося в 1958 році 18 тисяч дітей (650 учителів), але це число значно зменшилося до 9 тисяч у 1981 році(ледве 10 % усіх дітей шкільного віку) з 510 учителями. Здебільшого це школи початкового рівня; існують ще в більших містах скупчення головно післявоєнної еміграції школи середньошкільного рівня (т. зв. курси українознавства з матурою), в котрих в 1980-х учащало близько 1 200 учнів.
Конґрес Українців Канади намагається координувати організацію, діяльність та програми цих шкіл через крайову (заснована 1971) та провінційні шкільні ради. Крім шкіл, що діють протягом року, в Канаді головним чином церкви і молодіжні організації засновують літні школи і табори для освічення українських дітей та включення їх у місцеву українську громаду.
У Канаді Українська Католицька Церква відкриває щораз більше т. зв. сепаратних шкіл (приватні цілоденні школи, підтримувані урядом) з подовженим днем, у яких додатково вивчають українську мову й культуру. У 1985 році 4 такі школи діяли в Торонто. Натомість, у степових провінціях за бажанням батьків у 1970-х роках постала можливість розвинути двомовне навчання в державних школах на початковому та середньошкільному рівнях. У цих школах ведеться навчання англійською й українською мовами різних предметів (останньою — українознавства та гуманітарних дисциплін, музики, фізкультури тощо).
У 1985 році двомовні школи в Альберті відновили свою діяльність — і охоплювали понад 3 тисячі учнів. Двомовне навчання в Альберті почалося у 1971-му, Саскачевані у 1974-му і Манітобі 1978-му роках.
Деяку українознавчу інформацію давали учням середніх і вищих шкіл українські бурси, т. зв. інститути, що їх почали засновувати в більших містах ще в 1920-х років.; тепер діють 3 православні і 2 католицькі інститути (Едмонтон, Саскатун і Торонто). Отці редемптористи східного обряду вели середню школу типу малої семінарії (Колеґія св. Володимира в Роблині, Манітоба), а в Онтаріо короткочасно діяли в 1960 — 70-х роках середні хлоп'яча (Торонто) і дівоча (Анкастер) школи. З 1950-х років можна було добровільно вивчати українську мову в західних провінціях Канади.
Серед вищих установ духовної освіти в Канаді находяться Колеґія св. Андрея (УПЦК) в Вінніпезі та Семінарія св. Духа (УГКЦ) в Оттаві. Більшість учителів українознавчих шкіл, у тому числі двомовних, набуває освіту на відділах славістики канадських університетів, де українська мова й література добре представлені: Оттава, Торонто, Вінніпеґ, Саскатун, Ріджайна, Едмонтон. Учителі Канади організовані в Об'єднанні Українських Педагогів.

## Бразилія
Приблизно за того ж часу, що й у Канаді, почали організовувати власне Ш. укр. поселенці в Бразилії. Це були приватні доповнюючі школи по малих «колоніях» (іноді в приватних хатах), які деякий час давали яке-небудь знання грамоти дітям емігрантів. Церква і духовенство були єдиними організаторами цих шкіл. 1913 постав Шкільний союз для нагляду над цими школами, яких було 35 (їв самій муніципії Прудентополіс — 22) з 630 учнями. Між війнами діяло бл. 40 цих шкіл, але з приходом до влади націоналістичного уряду (през. Ж. Варґас) ці школи ліквідовано. Проте збереглися школи, керовані черницями (Сестри Служебниці), португальською мовою. Отці Василіяни відкрили 1935 сер. школу (Малу семінарію) в Прудентополісі. У 1970 — 80-их pp. Сестри Служебниці мали 32 початкові і 3 сер. школи, в яких українська мова вивчається як предмет. Крім цього, існують кінцетижневі, вечірні школи та літні (табори), якими керують організації, церкви та рел. згромадження (Сестри Катехитки).

## Аргентина
В Аргентині першу українську школу засновано 1910 року вчителем з Києва Пилипом Баком, але тут українське шкільництво не розвинулося поза рівень додаткових шкілок для вивчення української мови. Існують тільки 4 початкові школи, що ними керують Отці Василіяни, в яких навчання відбувається іспанською мовою; останньо впроваджено українську мову як предмет. Товариство «Рідна Школа» в 1980-их pp. керувало близько 20 доповнюючими школами українознавства, ними піклувалися різні громадські організації: «Просвіта», «Відродження» і Спілка Української Молоді. Ці школи (на 1985) охоплювали заледве 300 дітей. При філії Українського Католицького Університету в Буенос-Айресі діють середні українознавчі курси (т. зв. гімназія).

## Австралія
По другій світовій війні українське шкільництво розвинулося в Австралії. Як і в інших країнах, місцеві церкви, громади і молодіжні організації почали творити суботні українознавчі школи. Їх координували в окремих стейтах стейтові громадські централі — і заснована в 1956 Центральна шкільна рада. Число цих шкіл у 1960 (на рівні початкових і середніх) дійшло до 40 з понад 2-ма тисячами учнів, але в середині 1970-х років воно зменшилося вдвоє. У 1980-х роках знову дещо більше дітей ходить до цих шкіл. У більших школах є також 2-річні педкурси для підготови учителів. Центральна шкільна рада видала низку підручників; деякі з них вживаються і в школах Північної Америки.

## КраїниЄвропи
В сх. і центр.-евр. країнах, де перебували українці в діаспорі, поставали укр. школи, як тільки з'являлася достатня кількість дітей чи молоді. У Ґмюнді (дол. Австрія) за війни 1914—18 був табір для укр. виселенців з Галичини, в якому створено укр. початкову школу та гімназію. У таборах укр. полонених у Німеччині (1914—1918), що були під культ.-осв. опікою Союзу Визволення України, існували школи грамотности та разні курси й велася осв. праця серед полонених (Вецляр, Зальцведель, Раштат, Фрайштадт). У Чехії на поч. війни засновано початкову школу в Нуслях б. Праги для біженців з Галичини та гімназію (1917 — 18) в Свято-Божицькому таборі.
Згодом у таборах інтернованих вояків УГА в Чехії (1919—1926) діяло сер. і фахове Ш.: у Німецькому Яблонному, Йозефові та Ліберці (гімназії, семінарія, торг. школи та різні фахові курси). Далі (1925—1945) діяла в Чехії (Прага, потім перенесена до Ржевніц і Модржан) Українська гімназія в Чехо-Словаччині і високі школи: Український Вільний Університет, Український Високий Педагогічний Інститут ім. Драгоманова в Празі та Українська Господарська Академія в Подєбрадах.
Повноцінна система укр. Ш. для укр. меншости в Чехо-Словаччині розвинулася після 1945 (див. стан до 1970 в ст. Пряшівщина). Після досить бурхливого розвитку укр. шкіл в 1940-их pp. (з рос. .або українською мовою викладання) та переведення їх адміністративним шляхом у сер. 1950-их pp. на українську мову навчання (без належної підготови учителів, дітей і батьків) почався занепад укр. Ш. на Пряшівщині. На подобу савєцького шкільного закону 1959 словацький уряд ухвалив закон про вільний перехід (вибір мови навчання батьками) на словацьку мову навчання. Під різними впливами багато батьків перевело дітей на словацьку мову, у висліді чого 3/4 шкіл змінили мову навчання. Бувши учнями формально словацьких шкіл (кол. укр.), діти могли на бажання батьків вивчати й рідну (укр.) мову. У висліді цих змін у 1972 — 73 шкільному р. діяло в Сх. Словаччині лише 40 укр. шкіл з 2770 дітьми (1953 211 заг.-осв. шкіл з 8 400 учнями). У 150 школах зі словацькою мовою навчання викладали українську мову як предмет для 10 тис. учнів. Разом бл. 13 тис. молоді були охоплені навчанням української мови.
З сер. шкіл після чергової реорганізації їх під кін. 1960-их pp. діяли такі школи, в яких вчилися діти укр. національности: 1 гімназія (в Пряшеві) була з українською мовою навчання, а 3 гімназії з словацькою і укр., при чому мова, література, історія й географія велися українською мовою, а ін. предмети словацькою; у всіх цих школах навчалося 432 учні (всіх учнів укр. національности 1972—73 було 614, але в дійсності значно більше, бо то був час, коли багато українців при переписах записували як словаків). На той самий час у 8 фахових сер. школах з словацькою мовою навчання вчилося 920 українців (тут існували паралельні класи для української мови, літератури й історії). Тепер діють у Сх. Словаччині 3 типи шкіл щодо мови навчання: 1) початкові і сер. школи з українською мовою навчання (словацька тільки як предмет), 2) словацько укр. школи, у яких гуманітарні предмети викладаються переважно українською мовою, а природописні та точні науки — словацькою, і 3) словацькі школи, в яких для дітей за бажанням батьків викладається українська мова як предмет.
Такий стан існував більш-менш у 1980-ті роки, тоді словакізація не велась вже так нагально. Вивченням української мови охоплено одноразово в 1980-их pp. бл. 10 до 12 тис. дітей і молоді. Студентів укр. національности у високих школах було в Чехо-Словаччині на 1972 — 73 більш-менш 450 осіб, з того ч. на Словаччині 400. Деякі з них вивчають україністику на філос. фак. Шафарикового Університету в Пряшеві або готуються на вчителів сер. шкіл на Пед. фак. Працює також сер. пед. школа з паралельними укр. класами для підготови нар. учителів і виховательок дитячих садків. У місті Свиднику є український відділ Пряшівського університету.
На Пряшівщині немає тепер окремої шкільної управи, як це було в 1945—50 pp., коли існував окремий шкільний реферат для укр. шкіл, тільки в деяких округах є паралельні укр. інспекторати. Підручники для укр. шкіл далі видає Словацьке Пед. Видавництво в Братіславі, як також далі виходить місячний додаток до ж. «Дружньо вперед» п. з. «Школа і життя».
Укр. Ш. розвивалося дещо вільніше в Румунії тільки до поч. 1960-их pp. Тоді діяло бл. 120 початкових шкіл, укр. класи в 3 гімназіях (Сигіт, Серет, Сучава) та в 3 пед. школах (Сигіт, Серет і Тульча) з приблизно 10 тис. учнів. Після запровадження румунізаційної політики в сер. 1960-их pp. поступово ліквідовано початкове і сер. Ш. з -українською мовою навчання на Півд. Буковині та в Добруджі. Діють ще нар. школи з переважно рум. мовою навчання і укр. як предметом. В Мараморощині і в Банаті (разом бл. 30 шкіл) з сер. шкіл збережено тільки паралельні класи Сигітської гімназії. Діє ще лекторат української мови в Букарешті, де вчаться здебільшого учителі української мови, та видавництво укр. підручників.
Початки Ш. для укр. діяспори в Польщі припадають на час таборів інтернованих вояків Армії УНР 1920—24 pp. У сімох таких таборах організовано осв. установи для самих вояків та дітей цивільних емігрантів: школи грамотности, фахові курси, гімназію в Каліші.
Слабо організоване укр. Ш. для укр. меншости в Польщі після 1945. До 1956 взагалі не існували укр. школи. Після «залеґалізування» укр. меншости відкрито 6 початкових шкіл з українською мовою навчання та 150 пунктів навчання української мови (де зголошується щонайменше 7 учнів). Доля цього марґінального Ш. незавидна: ч. початкових шкіл зменшилося до 3, а згодом 2 (Білий Бір і Ґурово Ілавецьке), а пунктів навчання української мови до 100. У 1980-их pp. не більше 2 тис. дітей охоплено якимось навчанням української мови. Діють ще дві сер. школи: заг.-осв. ліцей у Леґніці й укр. класи при пед. ліцеї в Бартошицях. Колись діяли укр. паралельні класи в поль. пед. ліцеї в Перемишлі та укр. відділ при учительській студії в Щеціні; працює також кафедра україністики при Варшавському Університеті. У Польщі надруковано кілька підручників, але назагал користуються підручниками, виданими в УССР. Деяку допомогу укр. школам, зокрема пунктам навчання української мови, дає Укр. Суспільно-Культ. Товариство.
В зах.-евр. країнах укр. Ш. найкраще розвивалося після 1945 в таборах Д. П. у Німеччині та Австрії. Понад 200 тис. українців у 1945 — 50-их pp., у тому ч. значна кількість молоді і дітей шкільного віку, опинилися в стані тимчасового перебування в цих країнах; маючи деяке забезпечення матеріально-побутових потреб, ця молодь та старші присвятили значну увагу освіті. Табори переміщених осіб стали осередком різноманітного Ш., насамперед початкового і сер., а матеріальну базу для нього забезпечували міжнар. організації УНРРА та ІРО. Планувальними й контрольними органами над укр. Ш. були відділ освіти й культури Центр. Представництва Української Еміґрації (в амер. зоні Німеччини), культ.-осв. відділ Укр. Центр. Допомового Комітету (бріт. зона) та відділ культ.-осв. праці Укр. Центр. Допомогового Об'єднання в Австрії, місц. або обласні комітети абож окремі таборові управи. При них закладали інспекторати, комісії програм, видавництва тощо. У таборах, залежно від величини, існувало початкове, сер. і фахове Ш., діяли дошкільні установи. Деякі школи були ефемерні, радше курси переходового значення (через часті зміни населення в таборах), але були й такі, що проіснували нормально 4—5 pp. У деяких таборах відкрито бурси. До найбільшого розвитку дійшло укр. таборове Ш. в 1947—48. На цей час маємо таку статистику: 1948 були в таборах Д. П. 72 дитячі садки з 2 550 дітьми та 140 виховательками (відповідні ч. для Німеччини: 61, 2250, 125; для Австрії: 11, 300, 15).
У Німеччині було 88 нар. шкіл (деякі з 7—8 класами, деякі неповні — 4 класи) з 5400 учнями; 35 гімназій (у тому ч. кілька неповних або гімназіальних курсів) з 2800 учнями; 8 ін. сер. шкіл (семінарії і торг, школи) з 300 учнями, та 39 фахових курсів з 2120 учнями. З 1952 українську мову вивчають діти тільки в суботній школі, а з 1968 також в інтернаті Рідної Школи у Мюнхені.
В Австрії було 15 нар. шкіл з 715 дітьми, 4 гімназії з 565 учнями, 4 ін. сер. школи з 490 учнями та 4 фахові курси (140 учнів). Варто зазначити, що в 4 австр. гімназіях, до яких ходили укр. учні, було навчання української мови. Бл. 1 400 учнів склали матуру в 1945—50 pp. в українських гімназіях Німеччини й Австрії. У 1949—51 pp. ця складна мережа укр. Ш. перестала існувати. Найдовше проіснувала гімназія в Людвіґсфельді (до 1956). Укр. Ш. на нижчому і сер. рівні в 1945—50 pp. охопило 100 % таборової дітвори у шкільному віці, 36 % молоді відвідували гімназії, а 20 % фахові школи. Учителі на 75 % були фахові з повними кваліфікаціями. Після перших труднощів з підручниками їх почали видавати укр. осв. установи і видавництва.
З високих шкіл у повоєнній Німеччині були відновлені такі школи з ЧехоСловаччини: Укр. Вільний Університет у Мюнхені (найбільше ч. студентів 1947—48 — 490 з 80 викладачами), Укр. Техн.-Госп. Інститут у Реґенсбурзі і Мюнхені з 5 фак., на яких викладало в 1945 — 50 pp. 180 осіб та навчалося 1 290 студентів, з яких понад 300 здобули дипломи. 1945 — 51 діяла в Мюнхені Укр. Висока Екон. Школа, в якій навчалося 280 студентів, з них 80 одержали дипломи; у ній навчало 25 викладачів. Була відкрита ще Укр. Кат. Духовна Семінарія в Гіршберґу (Баварія) з бл. 100 зареєстрованими за час 1946 — 48 студентами та 14 викладачами; 1949 — 51 ця семінарія діяла в Кулемборґу (Голландія). У Мюнхені існувала 1946 — 50 Богословсько-Пед. Академія УАПЦ з 80 студентами і 40 викладачами. З цих високих шкіл залишилися в Мюнхені після 1952 лише УВУ з частковим авдиторним навчанням та УТГІ як наук.-дослідна і видавнича установа. Деякі укр. студенти за повоєнного часу відвідували виклади в Міжнародному університеті УНРРА в Мюнхені (лютий 1946 — травень 1947), в якому 30 % студентів (650), а серед викладачів 1/5 були українці. Ін. укр. студенти вчилися в нім. і австр. унтах та ін. високих школах (бл. 1 500).
В Італії, крім переходових таборів для переміщених осіб, у яких діяли короткотривалі початкові школи або курси, сер. і фахове Ш. добре розвивалося 1945 — 47 в таборі полонених вояків Укр. Дивізії «Галичина» (Ріміні). Тут діяли гімназія, торг. школа, учительська семінарія та ряд фахових шкіл і курсів. У Римі існують Укр. Папська Велика Семінарія св. Йосафата (з 1897), в якій готують свящ. для всіх єпархій на укр. землях і в діяспорі, та Укр. Папська Мала Семінарія (заснована 1956), єдина укр. сер. школа в зах. світі, де все навчання відбувається українською мовою. Малою семінарією керують Отці Салезіяни; у 1960 — 70-их pp. ч. учнів доходило 100, у 1980-их pp. — бл. 50. У Римі діє також з 1968 Укр. Кат. Університет.
В ін. зах.-евр. країнах укр. Ш. розвинулося слабше. У Бельгії 1946—50 існувало кільканадцять четвергових початкових шкіл, якими опікувалося Укр. Наук.-Осв. Товариство. У 1980-их pp. залишилося з них кілька навчальних пунктів української мови.
Також слабо було організоване Ш. у Франції. З кін. 1920-их pp. діяли малі шкілки українознавства для дітей емігрантів у їх більших скупченнях; розсіяні по с. і малих м-ках діти с.-г. робітників назагал залишилися без українознавчої освіти. У 1940 — 50-их pp. заходами новоприбулих емігрантів поширено ці школи (по 2 — 3 відділи-класи) на більші скупчення; вони діяли під проводом Церкви, гром. та молодіжних організацій. У 1970-их pp. ще діяло 6-7 таких шкілок, в яких відбувалося навчання у вільні від навчання в франц. школах дні (четвер, пізніше середа). Деяку українознавчу освіту дають т. зв. літні дитячі оселі та табори молоді.
Відносно краще організоване укр. Ш. у Великій Британії, куди 1946 — 47 прибула деяка кількість переміщених осіб з Німеччини та укр. військ. полонені з Італії. Хоч були проекти, але не організовано тут жадної цілоденної укр. школи, проте створено задовільну кількість доповнюючих кінцетижневих шкіл. Їх утримували громадських установи: Союз Українців у Великій Британії та Об'єднання Українців Великої Британії. 1955 було таких шкіл на нижчому рівні 20 з приблизно 320 учнями та діяло 7 садків з 200 дітей. Найкращого розвитку ці школи досягли 1964 — 67, коли до них почали вчащати діти, вже народжені у Великій Британії. На цей час діяло тут 44—46 шкіл з 2 830 учнями та 10—15 садків з 150 дітьми. У них навчало понад 200 учителів та 25 виховательок. Лише частина вчительського персоналу була кваліфікована, більшість декваліфікувалася поза пед. школами (курси, конференції, самоосвіта). Цим опікувалася Спілка Укр. Учителів і Вихователів (заснована 1955). У 1970-их pp. укр. доповнюючі школи втратили доплив дітей, так що 1984 залишилося ще 14 шкіл з ледве 350 дітьми. Укр. студенти (1973 понад 700) навчаються в англ. університетах і високих школах. У Лондоні деяку українознавчу освіту частина їх отримує в філії Українського Католицького Університету.

## Інші країни
З інших країн української діаспори в Китаї існували в 1920-их pp. українські початкова школа і гімназія в Харбіні. В СРСР поза УРСР за революції та в 1920-их pp. діяло українська нижча та середня школи на Зеленому Клині, до початку 1930-их років у деяких містах і селах з українською більшістю в Середньо-Азійському Степовому Краю (Сірий Клин), у Сибіру, на Курщині і Донеччині. Тут українізація шкіл щойно почалася та вона припинилася в 1930-их роках, також на Кубані, де за часів революції закладено основи під українські школи.
Після 1934 радянська влада ліквідувала всі українські школи поза УРСР, і вони (поза тим, що за другої світової війни евакуйовано деякі українські школи на схід) вже не відновилися (крім школи у селі Ніжнія Жари Брагінського району БССР у 1970-х роках). Сьогодні для мільйонів українського населення колишнього СРСР поза Україною. немає жодної української школи.